# Cupim-do-solo
O cupim-do-solo (Syntermes molestus) é um cupim da família dos termitídeos, de ampla distribuição no Brasil. Tais insetos possuem hábitos subterrâneos e são considerados praga de várias culturas.